# Rodoplasto

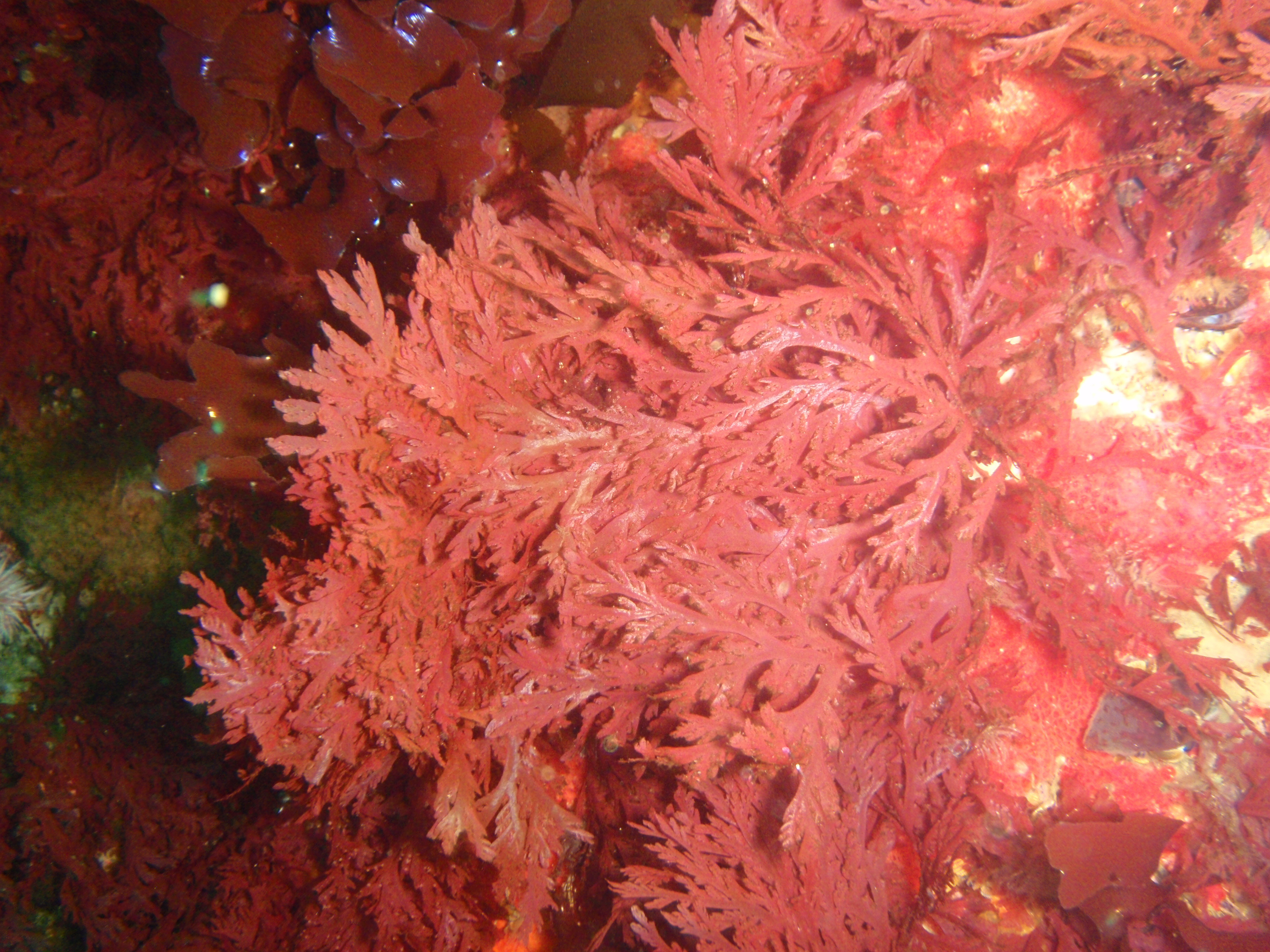
A característica cor avermelhada da Rhodophyta é devido aos pigmentos contidos nos rodoplastos (ficocianina e ficoeritrina).

Rodoplasto é um tipo de plastídeo fotossintético encontrado em algas vermelhas. Sua coloração varia de vermelho a púrpura dependendo da profundidade da água, que influencia na luz e composição dos pigmentos ficocianina e ficoeritrina. Sua morfologia varia de estrelado à formato de taça e ovoide, e pode ou não conter pirenoide. Possui envoltório de membrana dupla e tilacoides desempilhados e repletos de ficobilissomos (agregados supermoleculares de ficobiliproteínas pigmentadas) e proteínas de ligação.
As Rhodophytas não possuem clorofila b (como encontrado nas Chlorophyta) e c (como encontrado nas Chromophyta). A absorção de luz azul pelos pigmentos vermelhos dos rodoplastos permitem que algumas espécies marinhas cresçam a profundidades de 268m onde a disponibilidade de luz seja tão pouco quanto 0.0005% da luz solar.

## Estrutura
A estrutura dos rodoplastos são semelhantes à dos feoplastos, porém suas lâminas de sacos planos são apresentados em pares simples, em vez de agrupados em trios.